# 宽头深海鼠鳕
孔頭底尾鱈或宽头深海鼠鳕為輻鰭魚綱鱈形目鼠尾鱈科的其中一種。

## 分布
本魚分布於西北太平洋區，包括东中国海琉球海沟北部到日本南部骏河湾、相模湾及日本本州中部东侧太平洋等海区以及东中国海琉球海沟北部等，一般生活于水深792-1200米以及海底为绿泥或淡褐绿色泥质海区。该物种的模式产地在日本相模湾。

## 深度
水深600至1200公尺。

## 特徵
本魚軀幹短；尾部側扁甚延長，愈近末端愈纖細；無尾鰭。頭部很寬大厚實，位於頭頂之眼眶間隔大，口極大，端味無頦鬚。齒為珠粒狀，多列成齒帶。下頷有一排倒U型的大型鱗列；喉部彎曲；鰓耙細長狀。兩個背鰭之距離甚短，幾乎相併連，第二背鰭比臀鰭高；無發光器；肛門位置緊鄰臀鰭起點。體被大型圓鱗，極易脫落，魚體全為深棕色，無任何斑紋，體長可達60公分。

## 生態
屬於深海底棲魚類，肉食性，以磷蝦為主食，耳石形狀顯示出其為游動緩慢的類型。

## 經濟利用
罕見的種類，雖可食用，但數量極少，經濟價值低，多充作下雜魚。